# Mike Tyson Heavyweight Boxing
Mike Tyson Heavyweight Boxing est un jeu vidéo de boxe anglaise développé et édité par Codemasters, sorti en 2002 sur PlayStation 2 et Xbox.
Le jeu tient son nom du boxeur Mike Tyson.

## Accueil
- Jeux vidéo Magazine : 12/20 (PS2)[1]
- Jeuxvideo.com : 14/20 (PS2)[2]